# Campionato nordamericano femminile di pallavolo 2001
Il XVII campionato nordamericano femminile di pallavolo si è svolto dal 10 al 14 ottobre 2001 a Santo Domingo, nella Repubblica Dominicana. Al torneo hanno partecipato 6 squadre nazionali nordamericane e la vittoria finale è andata per la terza volta agli Stati Uniti.

## Gironi
| Girone A                           | Girone B                     |
| ---------------------------------- | ---------------------------- |
| Costa Rica Rep. Dominicana Messico | Cuba El Salvador Stati Uniti |

## Fase finale

### Finali 1º e 3º posto
|  | Semifinali      | Semifinali      | Semifinali |      |             | Finale 1º/2º posto | Finale 1º/2º posto | Finale 1º/2º posto |  |
|  |                 |                 |            |      |             |                    |                    |                    |  |
|  | Stati Uniti     | Stati Uniti     | 3          |      |             |                    |                    |                    |  |
|  | Stati Uniti     | Stati Uniti     | 3          |      |             |                    |                    |                    |  |
|  | Messico         | Messico         | 1          |      |             |                    |                    |                    |  |
|  | Messico         | Messico         | 1          |      | Stati Uniti | Stati Uniti        | 3                  |                    |  |
|  |                 |                 |            |      | Stati Uniti | Stati Uniti        | 3                  |                    |  |
|  |                 |                 | Cuba       | Cuba | 1           |                    |                    |                    |  |
|  | Cuba            | Cuba            | Cuba       | Cuba | 1           | 3                  |                    |                    |  |
|  | Cuba            | Cuba            |            |      |             | 3                  |                    |                    |  |
|  | Rep. Dominicana | Rep. Dominicana | 2          |      |             | Finale 3º/4º posto | Finale 3º/4º posto | Finale 3º/4º posto |  |
|  | Rep. Dominicana | Rep. Dominicana | 2          |      |             |                    |                    |                    |  |
|  |                 |                 |            |      |             |                    |                    |                    |  |
|  |                 |                 |            |      |             | Rep. Dominicana    | Rep. Dominicana    | 3                  |  |
|  |                 |                 |            |      |             | Rep. Dominicana    | Rep. Dominicana    | 3                  |  |
|  |                 |                 |            |      |             | Messico            | Messico            | 1                  |  |

## Classifica finale
| Classifica | Squadre         |
| ---------- | --------------- |
|            | Stati Uniti     |
|            | Cuba            |
|            | Rep. Dominicana |
| 4          | Messico         |
| 5          | Costa Rica      |
| 6          | El Salvador     |